# Liogonyleptoides heliae
Liogonyleptoides heliae is een hooiwagen uit de familie Gonyleptidae.